# Møbel
Et møbel er ofte et flytbart inventar til opbevaring og til at sidde eller ligge på. 
Ordet "møbel" kommer af  latin mobilis (= bevægelig). Møbler er "løsøre". Mobilis genfindes i mobil og i "bil" 

## Historie
Over 4000 år gamle svært flytbare skabe og senge af sten er bevaret i Skara Brae, en boplads fra yngre stenalder.
Møbler kan være brugskunst. Ud over deres funktion kan de tjene symbolske eller religiøse formål.

## Eksempler på møbler
Almindelige møbler er
- Stol
- Sofa
- Reol
- Skab
- Kontormøbler

Andre:
- Vitrine
- Skænk